# Laevichlamys superficialis
Laevichlamys superficialis is een tweekleppigensoort uit de familie van de Pectinidae. De wetenschappelijke naam van de soort is voor het eerst geldig gepubliceerd in 1775 door Forsskål.